# Elof Jäderholm
Axel Elof Jäderholm (Söderhamn, 24 juli 1868 - Norrköping, 5 maart 1927) was een Zweedse zoöloog, botanicus en leraar.
Jäderholm studeerde aan de universiteit van Uppsala, waar hij in 1898 een doctoraat behaalde. Zijn doctoraatsthesis ging over de anatomie van de Zuid-Amerikaanse planten uit het geslacht Peperomia (Piperaceae).
Hij was leraar aan diverse scholen in Zweden en deed daarnaast onderzoek in de botanica (vooral mossen) en zoölogie (vooral hydroïdpoliepen).
De meeste van zijn wetenschappelijke publicaties handelden over de taxonomie van de hydroïdpoliepen. Hij onderzocht collecties van deze dieren aan het Naturhistoriska riksmuseet van Stockholm en de Keizerlijke Academie der Wetenschappen in Sint-Petersburg (Rusland), evenals verzamelingen bijgebracht door diverse, vooral Zweedse expedities, waaronder de Zweedse Antarctica-expeditie van 1901-1903, de expeditie naar Spitsbergen in 1908 onder leiding van Gerard de Geer, en de expeditie naar Australië van Eric Mjöberg in 1910-13.
Jäderholm heeft tientallen voor de wetenschap nieuwe soorten van hydroïdpoliepen beschreven. Enkele soorten zijn als eerbetoon naar hem genoemd: Eudendrium jaederholmi, Halecium jaederholmi, Schizotricha jaederholmi en Staurotheca jaederholmi.

## Enkele publicaties
- Anatomiska studier öfver sydamerikanska peperomier (Uppsala, 1898: doctoraatsthesis)
- Hydroiden aus antarkischen und subantarktischen Meeren gesammelt von der schwedischen Südpolarexpedition. in Wissenschaftliche Ergebnisse der schwedischen Südpolar-Expedition 1901-1903. Band 5, Lieferung 8. (Stockholm, 1905)
- Zoologische Ergebnisse der schwedischen Expedition nach Spitzbergen 1908 unter Leitung von Prof. G. de Geer. Teil 2:4, Die Hydroiden des Eisfjordes (Stockholm, 1916)
- Results of Dr. E. Mjöberg's Swedish scientific expeditions to Australia 1910-13. 12, Hydroiden. (Stockholm, 1916)